# Tombe de la famille Gérard
La tombe de la famille Gérard est une tombe située à Jussey, en France.

## Description
Influencé par l'architecture funéraire égyptienne et le style art nouveau, le mausolée est de plan carré surmonté d'une corniche. L'édifice est agrémenté des sculptures et ornements.

## Localisation
La tombe est située sur la commune de Jussey, dans le département français de la Haute-Saône.

## Historique
Construit au XIXe siècle, l'édifice est inscrit au titre des monuments historiques en 2008.